# Neogloboquadrina
Neogloboquadrina es un género de foraminífero planctónico de la familia Globorotaliidae, de la superfamilia Globorotalioidea, del suborden Globigerinina y del orden Globigerinida. Su especie tipo es Globigerina dutertrei. Su rango cronoestratigráfico abarca desde el Chattiense superior (Oligoceno superior) hasta la Actualidad.

## Descripción
Neogloboquadrina incluye especies con conchas trocoespiraladas, de trocospira baja o moderadamente elevada, y de forma discoidal-globular; sus cámaras son globulares a subglobulares, creciendo en tamaño de manera rápida y fuertemente abrazadoras; sus suturas intercamerales son incididas y rectas o ligeramente curvas; su contorno ecuatorial es subcuadrado a redondeado, y lobulado; su periferia es ampliamente redondeada; su ombligo es moderadamente amplio y profundo; su abertura principal es interiomarginal, de umbilical a umbilical-extraumbilical, con forma de arco bajo, y protegida con un diente subtriangular, al menos en su estadios iniciales, que divide la abertura en dos partes; presentan pared calcítica hialina, uniformemente perforada con poros en copa y superficie punteada (o finamente reticulada en especies tropicales) y espinosa (bases de espinas).

## Discusión
Clasificaciones posteriores han incluido Neogloboquadrina en la superfamilia Globigerinoidea.

## Ecología y Paleoecología
Neogloboquadrina incluye especies con un modo de vida planctónico (con simbiontes), de distribución latitudinal cosmopolita, preferentemente templada-subpolar, y habitantes pelágicos de aguas intermedias e profundas (medio mesopelágico a batipelágico superior, en la termoclina).

## Clasificación
Neogloboquadrina incluye a las siguientes especies:
- Neogloboquadrina acostaensis
- Neogloboquadrina asanoi
- Neogloboquadrina continuosa
- Neogloboquadrina dutertrei
  - Neogloboquadrina dutertrei andamanica
- Neogloboquadrina humerosa
- Neogloboquadrina inglei
- Neogloboquadrina nympha
- Neogloboquadrina pachyderma
  - Neogloboquadrina pachyderma dextralis
  - Neogloboquadrina pachyderma dextralis var. typica
  - Neogloboquadrina pachyderma incompta
  - Neogloboquadrina pachyderma sinistralis

Otras especies consideradas en Neogloboquadrina son:
- Neogloboquadrina atlantica
  - Neogloboquadrina atlantica praeatlantica
- Neogloboquadrina blowi
- Neogloboquadrina incompta
- Neogloboquadrina praehumerosa
- Neogloboquadrina pseudopima
- Neogloboquadrina pseudopachyderma
- Neogloboquadrina tegillata
- Neogloboquadrina trochoidea